# Orimarga (Orimarga) carnosa
Orimarga (Orimarga) carnosa is een tweevleugelige uit de familie steltmuggen (Limoniidae). De soort komt voor in het Australaziatisch gebied.